# WPS Office

Logo producenta

WPS Office (dawniej Kingsoft Office) – pakiet oprogramowania biurowego, którego producentem jest chińskie przedsiębiorstwo Kingsoft. Składa się z trzech programów: Writer, Presentation i Spreadsheets, od nazwy których pochodzi nazwa pakietu. Umożliwia sporządzanie i redagowanie tekstów, prezentacji oraz arkuszy kalkulacyjnych.
Działa w oparciu o interfejs inspirowany pakietem Microsoft Office. Oferuje kompatybilność z edytorami Word, Excel i PowerPoint.
WPS Office jest oprogramowaniem typu freemium. Podstawowa wersja Free, o ograniczonej funkcjonalności, jest dostępna za darmo.